# 영일종람
《영일종람》(중국어: 另一种蓝)은 2024년 방송되었던 중국의 드라마이다.

## 줄거리
- 대도시 베이징시에 있는 직장에서 열심히 살아가고 있던 천샤오만은 가족이 운영하고 있떤 도자기 회사에 투자할 돈을 구하기 위해서 악착같이 일하면서 돈을 모으지만 번번이 직장을 잃고 다시 고향으로 돌아오게 된다 한번의 좌절 없이 천샤오만의 상사인 커옌 또한 다시 성공하기 위해서 고향으로 돌아오게 되고 그곳에서 은둔 생활하고 있던 투자계의 전설적인 인물에게 도움을 구하게 된다 천샤오만과 커옌은 고향에서 다시 만나게 되고 두 사람은 도자기로 인해서 운명이 묶이게 된다 커옌 덕분에 다시 힘을 얻게 된 천샤오만은 다시 창업이라는 길을 선택한다 다시 시작하는 사업이라는 어려운 과정 속에서 커옌은 천샤오만을 응원하며 어려운 과정 속에서 함께 있으며 가장 필요하고 든든한 지원군이 되어준다 커옌 덕분에 힘을 얻게 된 천샤오만은 어려움을 극복하게 되고 도자기 제조업을 발전시키고 성공한다 커옌이 많이 힘들어 할 때 천샤오만은 그에게 같이 사업하자고 도움의 손을 내밀게 되고 두 사람 관계는 사랑이 싹트기 시작한다 천샤오만은 가족과의 쌓여있던 짐을 풀어내고 다시 원만한 가족관계로 회복하게 되며 더불어 새롭게 변하게 된 자신을 만나게 된다

## 등장 인물
- 빅토리아 - 천샤오만 역
- 주유민 - 커옌 역
- 류민타오 - 쉬만 역
- 류창 (刘畅) - 저우위젠 역
- 주안만자 (朱颜曼滋) - 둔거 역
- 황품원 (黄品沅) - 천화펑 역
- 셰싱양 - 자오쥔 역
- 후암송 (侯岩松) - 저우스안 역
- 조뢰 (曹磊) - 자오즈훙 역
- 사열령 (师悦玲) - 천화윈 역
- 부관진 - 위안위안 역

## 참고 사항
- 극중 천샤오만 역을 맡은 빅토리아는 《아문적번역관》이후 4개월만에 출연하는 작품이기도 하다
- 극중 커옌 역을 맡은 주유민은 《역국》이후 3년만에 복귀하는 작품이기도 하다
- 해당 드라마 엔딩곡은 극중 천샤오만 역을 맡은 빅토리아가 참여 하였다